# 埴安媛
埴安媛（はにやすひめ、生没年不詳）は、古代日本の女性。『古事記』では波邇夜須毘売（はにやすびめ）。神としての波邇夜須毘売神とは別人。

## 概要
父は河内青玉繋（かふちのあおたまかけ/あおかきかけ、河内青玉）で、孝元天皇との間に武埴安彦命を生んでいる。武埴安彦命は反乱を起こすが誅殺されている。